# لقاح المستدمية النزلية النوع ب
لقاح المستدمية النزلية النوع ب (بالإنجليزية: Haemophilus influenzae type B vaccine)‏ ويُسمى عادةً لقاح Hib هو لقاح يُستخدم لمنع حصول العدوى بالمستدمية النزلية نوع ب. في الدول التي تحتوي على جدول مواعيد التطعيم فإنَّ معدلات حدوث عدوى بالمستدمية النزلية قلَّ أكثر من 90%، وبالتالي أدى إلى قلة معدلات التهاب السحايا وذات الرئة والتهاب لسان المزمار.
يُوصى بهذا اللقاح من قبل منظمة الصحة العالمية ومراكز مكافحة الأمراض واتقائها. يجب أخذ 2 إلى 3 جرعات قبل عمر 6 شهور. في الولايات المتحدة يُوصى بأخذ جرعة رابعة بين 12 إلى 15 شهر من العمر. يُوصى بالجرعة الأولى في عمر 6 أسابيع مع وجود على الأقل 4 أسابيع بين الجرعات. إذا تم استخدام جرعتين فقط، يوصى بأخذ جرعة أُخرى فيما بعد. يتم إعطاء اللقاح على شكل حقنة عضلية.
من غير الشائِع حدوث آثار جانبية خطيرة. حوالي 20% إلى 25% من الأشخاص يحدث لديهم ألم في منطقة الحَقن، أما 2% من الأشخاص يحدث لديهم حمى، وأيضًا لا يوجد أي ارتباط واضح مع صدمة الحساسية الشديدة. يتوفر هذا اللقاح بشكلٍ منفرد أو متحد مع اللقاح الثلاثي، أو متحدٍ مع لقاح التهاب الكبد الفيروسي ب. جميع لقاحات المستدمية النزلية نوع ب المُستخدم حاليًا هي لقاحات مقترنة.
طُورَ الشكل الأولي من لقاح المستدمية النزلية النوع ب في عام 1977، والذي تم استبداله بشكلٍ أكثر فعالية في عقد 1990. في 2013، 184 دولة ضمنت هذا اللقاح في جدول التطعيم، وأيضًا يوجد هذا اللقاح ضمن قائمة منظمة الصحة العالمية للأدوية الأساسية. سعر الجُملة للقاح الخماسي الذي يتضمن هذا اللقاح في الدول النامية هو 15.40 دولار أمريكي لكل جرعة في عام 2014. في الولايات المتحدة يبلغ سعر الجرعة بين 25 إلى 50 دولار أمريكي.

## الآثار الجانبية
أظهرت التجارب السريرية والدراسات الجارية أنَّ لقاح المستدمية النزلية النوع ب آمن. بشكلٍ عام فإنَّ الآثار الجانبية للقاح خفيفة، ومن أكثر هذه الآثار شيوعًا حمى خفيفة وفقدان الشهية وحمرة عابرة وتورم وألم في موقع الحقن، وتحدث هذه الآثار في 5-30% من مُتلقي اللقاح. نادرًا ما تحدث بعض الآثار الخطيرة.